# GAC Logistics

Logo

GAC Logistics ist ein Logistikunternehmen der GAC (Gulf Agency Company) mit Hauptsitz in Dubai.

## Entstehung
GAC wurde 1956 von dem Schweden Bengt Lindwall (1921–1989) und zwei einheimischen Geschäftsleuten in Kuwait gegründet und verfügt heute über 7.000 Arbeitsplätze an mehr als 250 verschiedenen Standorten weltweit. In mehr als 1.000 verschiedenen Orten rund um die Erde bietet GAC einen Verschiffungs-, Logistik- und Marine Service an.

## Sponsoring
Das Unternehmen ist u. a. auch ein großer Förderer. Hauptsächlich wird dabei auf Fußball in England Wert gelegt. GAC Logistics hat Sponsorenverträge mit den ehemaligen Premier League-Klubs FC Middlesbrough, FC Portsmouth und FC Crystal Palace. Ebenfalls wird die amerikanische „Fußball-Ausbildungsakademie“ Crystal Palace Baltimore gesponsert.
Aber GAC Logistics legt nicht nur Wert auf Fußball, sondern ist auch Förderer anderer Sportarten. Der südafrikanische Golfspieler, Richard Sterne, hat ebenso einen Sponsorvertrag, wie der Formel-3-Fahrer Viktor Jensen, Sohn von Hörfunkmoderator Kid Jensen.

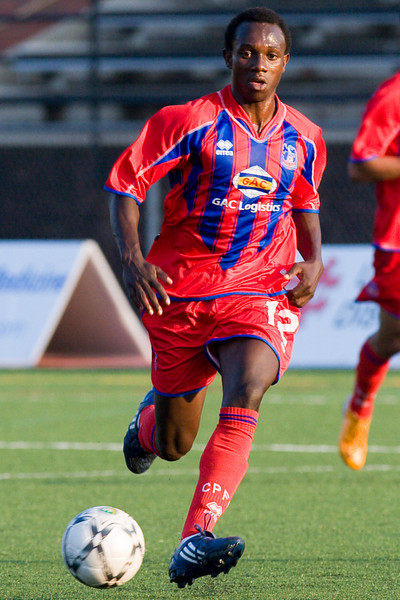
Matthew Mbuta im Dress des FC Crystal Palace mit dem „GAC Logistics Logo“ auf der Brust (2008)

Außerdem wird das englische Rugbyteam Bradford Bulls vom Unternehmen gesponsert.